# Big Daddy (dune)
Pour les articles homonymes, voir Big Daddy.
Big Daddy, aussi appelée Crazy Dune, est une dune du Sossusvlei, dans le désert du Namib, en Namibie,,,.

## Géographie
La dune culmine à 800 m d'altitude et présente une élévation de 325 m,, ce qui en fait l'une des plus grandes du monde. La dune borde le sud du Sesriem, qui alimente le massif du Sossusvlei.
Au nord de cette dune se trouve une autre dune, un peu plus petite mais toujours parmi les plus grandes du monde, Big Mama.

## Formation
Selon les scientifiques, la dune se serait formée, comme les autres dunes du Sossusvlei, de telle sorte qu'il y a plusieurs millions d'années, le fleuve Orange aurait transporté du sable provenant de l'océan Atlantique. Avec le courant de Benguela, ce sable se serait retrouvé à plusieurs centaines de kilomètres, formant ainsi Big Daddy.

## Galerie

La dune le 6 août 2018.
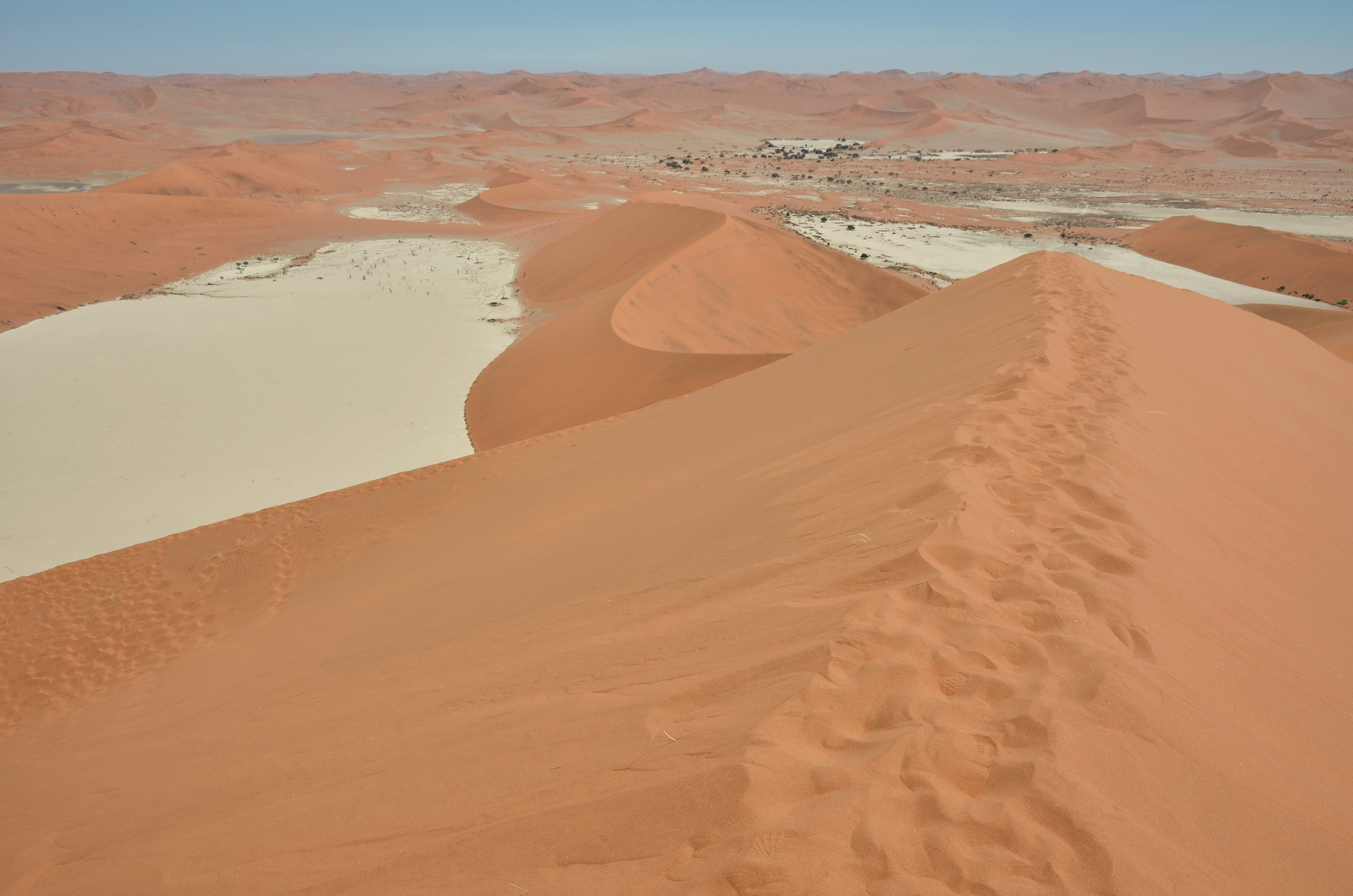
La dune le 8 octobre 2014.
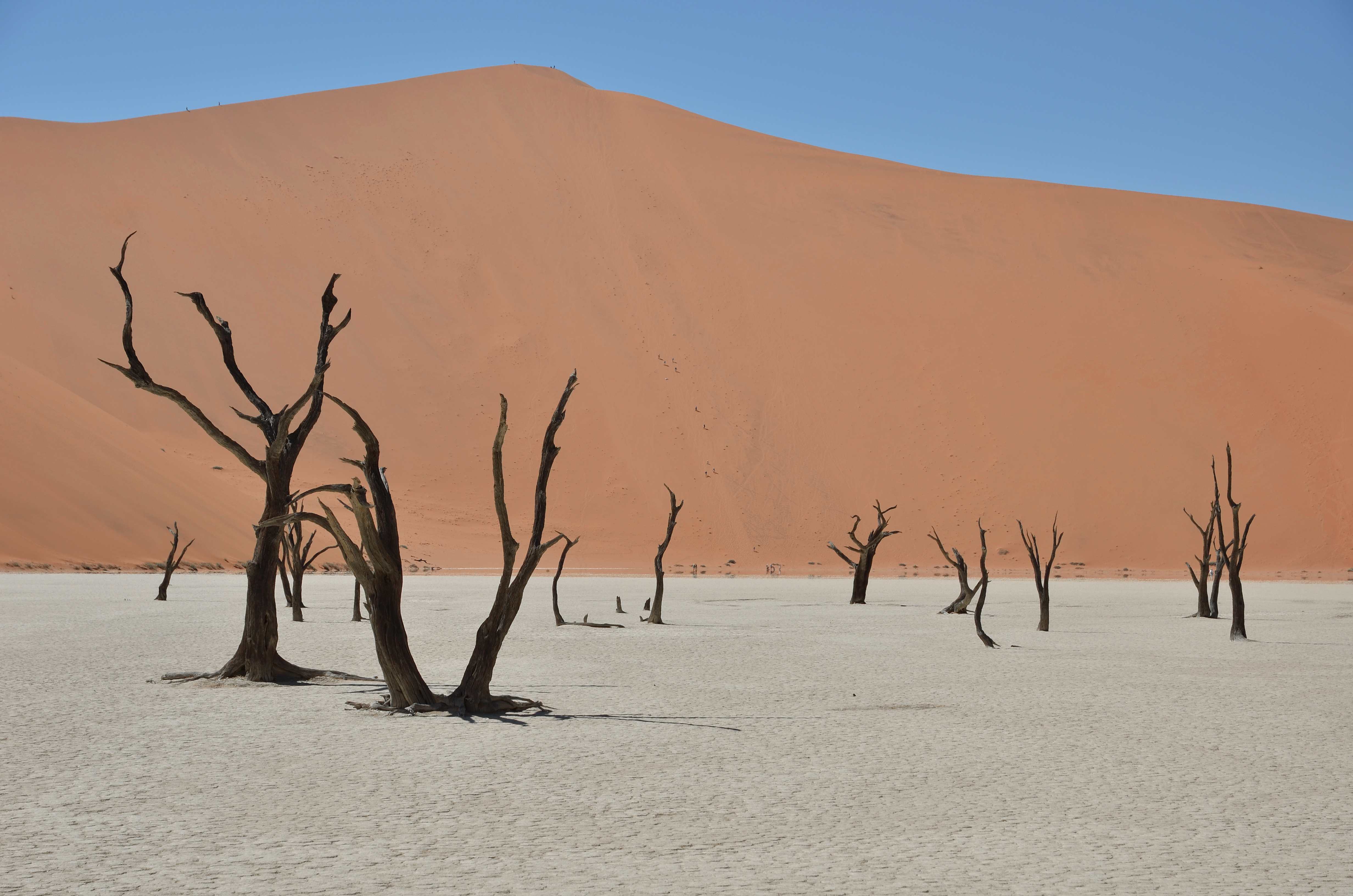
La dune le 8 octobre 2014.